# Конирський сільський округ
Кони́рський сільський округ (каз. Қоңыр ауылдық округі, рос. Конырский сельский округ) — адміністративна одиниця у складі Єскельдинського району Жетисуської області Казахстану. Адміністративний центр — село Конир.
Населення — 1019 осіб (2021; 1639 у 2009, 2067 у 1999, 3409 у 1989).
Станом на 1989 рік існували Калінінська сільська рада (села Алмали, Калиновка) та Конирська сільська рада (села Конир, Коянди) колишнього Капальського району.

## Склад
До складу округу входять такі населені пункти:
| Населений пункт | Населення, осіб (1989) | Населення, осіб (1999) | Населення, осіб (2009) | Населення, осіб (2021) |
| --------------- | ---------------------- | ---------------------- | ---------------------- | ---------------------- |
| Алмали, село    | 277                    | 57                     | 53                     | 26                     |
| Конир, село     | 1761                   | 1538                   | 1216                   | 839                    |
| Коктобе, село   | 1009                   | 472                    | 370                    | 154                    |
| Коянди, село    | 362                    | -                      | -                      | -                      |